# Antiche unità di misura della provincia di Rovigo

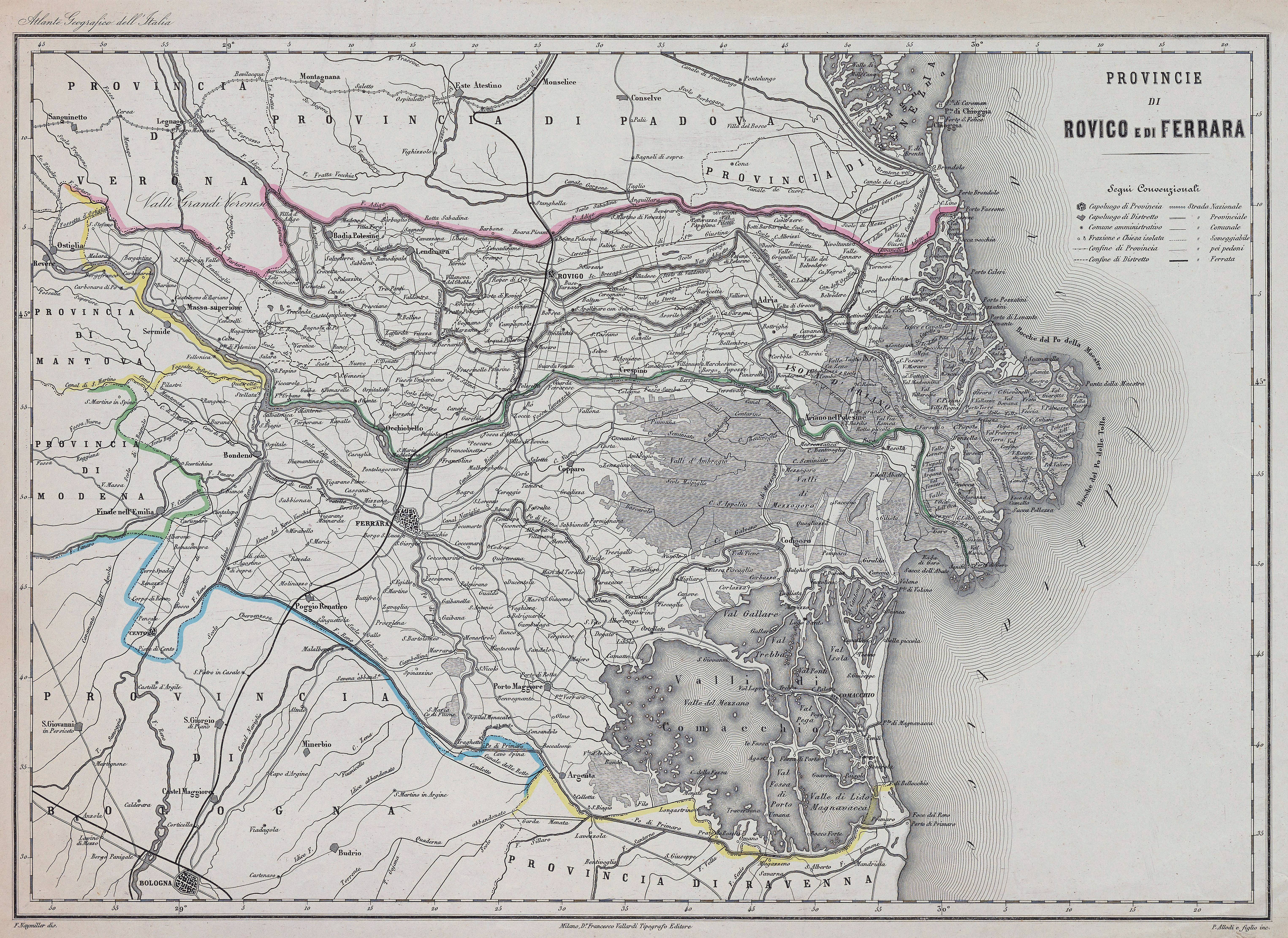
Provincie Rovigo e Ferrara, 1868 circa

Sono qui riportate le conversioni tra le antiche unità di misura in uso nella provincia di Rovigo e il sistema metrico decimale, così come stabilite ufficialmente nel 1877.
Nonostante l'apparente precisione nelle tavole, in molti casi è necessario considerare che i campioni utilizzati (anche per le tavole di epoca napoleonica) erano di fattura approssimativa o discordanti tra loro.

## Misure di lunghezza
| Comuni | Denominazione      | Valore   | Unità |
| --- | ------------------ | -------- | ----- |
| Distretti di Rovigo, Lendinara, Polesella, comuni di Fiesso, Gavello, Pontecchio                                                                 | Braccio da panno   | 0,669820 | m     |
| Distretti di Rovigo, Lendinara, Polesella, comuni di Fiesso, Gavello, Pontecchio                                                                 | Braccio da seta    | 0,632809 | m     |
| Distretti di Rovigo, Lendinara, Polesella, comuni di Fiesso, Gavello, Pontecchio                                                                 | Piede da fabbrica  | 0,347735 | m     |
| Distretti di Rovigo, Lendinara, Polesella, comuni di Fiesso, Gavello, Pontecchio                                                                 | Piede agrimensorio | 0,384230 | m     |
| Comuni di Badia, Crocetta, Canda, Giacciano, Salvaterra, Villa d'Adige                                                                           | Braccio da lana    | 0,669820 | m     |
| Comuni di Badia, Crocetta, Canda, Giacciano, Salvaterra, Villa d'Adige                                                                           | Braccio da seta    | 0,635000 | m     |
| Comuni di Badia, Crocetta, Canda, Giacciano, Salvaterra, Villa d'Adige                                                                           | Piede              | 0,347735 | m     |
| Comuni di Badia, Crocetta, Canda, Giacciano, Salvaterra, Villa d'Adige                                                                           | Piede agrimensorio | 0,384230 | m     |
| Distretti di Massa ed Ariano, comuni di Bagnolo, Giacciano, Trecenta, Occhiobello, Ficarolo, Gaiba, Stienta, Crespino, Villa Marchesana, Papozze | Braccio da panno   | 0,673607 | m     |
| Distretti di Massa ed Ariano, comuni di Bagnolo, Giacciano, Trecenta, Occhiobello, Ficarolo, Gaiba, Stienta, Crespino, Villa Marchesana, Papozze | Braccio da seta    | 0,634358 | m     |
| Distretti di Massa ed Ariano, comuni di Bagnolo, Giacciano, Trecenta, Occhiobello, Ficarolo, Gaiba, Stienta, Crespino, Villa Marchesana, Papozze | Piede agrimensorio | 0,403854 | m     |
| Distretti di Massa ed Ariano, comuni di Bagnolo, Giacciano, Trecenta, Occhiobello, Ficarolo, Gaiba, Stienta, Crespino, Villa Marchesana, Papozze | Piede              | 0,347735 | m     |
| Distretto di Adria | Braccio da panno   | 0,653000 | m     |
| Distretto di Adria | Braccio da seta    | 0,616000 | m     |
| Distretto di Adria | Piede agrimensorio | 0,347735 | m     |

Tanto le braccia mercantili quanto i piedi agrimensorii si dividono in 12 once.
5 piedi fanno un passo. 6 piedi fanno una pertica.
Il braccio mercantile si divide pure in 4 quarte, la quarta in 2 quartini.
Mille passi veneti fanno un miglio.

## Misure di superficie
| Comuni | Denominazione  | Valore    | Unità |
| --- | -------------- | --------- | ----- |
| Distretti di Rovigo, Ariano e Polesella, comuni di S. Bellino, Castelguglielmo, Fratta, Lusia, Fasana                        | Campo          | 4464,4077 | m²    |
| Distretti di Ariano, Adria (meno i comunì di Papozze e Fasana), comuni di Campo, Porto Tolle, Taglio di Po                   | Campo          | 3862,5726 | m²    |
| Distretti di Massa, Occhiobello, Ariano (meno i Comuni di Porto Tolle e Taglio di Po), comuni di Papozze, Bagnolo e Trecenta | Biolca         | 6523,9360 | m²    |
| Distretto di Badia (meno i Comuni di Bagnolo e Trecenta)                                                                     | Campo d'estimo | 6122,60   | m²    |
| Distretto di Lendinara (meno i comuni di Castelguglielmo, Fratta, S. Bellino e Lusia)                                        | Campo          | 5989,00   | m²    |

Il campo di Rovigo si divide in 840 tavole. Si divide anche in 12 quarte e la quarta in 70 tavole.
Un campo e mezzo forma la biolca.
Il campo di Padova usato in Adria si divide in 840 tavole.
La bioica ferrarese usata in Massa si divide in 400 tavole.
Il campo d'estimo di Badia si divide in 1152 Tavole.
Il campo di Lendinara si divide pure in 1152 Tavole.

## Misure di volume
| Comuni                                                                              | Denominazione        | Valore | Unità |
| ----------------------------------------------------------------------------------- | -------------------- | ------ | ----- |
| Distretti di Rovigo, Lendinara, Occhiobello, Adria, Ariano, Badia, Polesella, Massa | Piede cubo veneto    | 42,048 | L     |
| Distretti di Rovigo, Badia                                                          | Piede cubo           | 56,725 | L     |
| Distretti di Ariano, Occhiobello, Massa                                             | Piede cubo ferrarese | 65,868 | L     |
| Comuni di Loreo, Contarina, Donada, Rosolina                                        | Piede cubo padovano  | 45,650 | L     |

Il piede cubo 6 di 1728 once cube. 125 piedi cubi fanno un passo cubo.
36 piedi veneti cubi fanno una tavola da lavoro.
72 piedi cubi fanno il passetto per la legna.

## Misure di capacità per gli aridi
| Comuni | Denominazione | Valore   | Unità |
| --- | ------------- | -------- | ----- |
| Distretti di Rovigo, Lendinara, Crespino, Polesella, Badia, comuni di Fiesso ed Adria                         | Sacco         | 99,4393  | L     |
| Comuni di Lendinara e Lusia                                                                                   | Sacco         | 85,3643  | L     |
| Comuni di Badia, Crocetta, Salvaterra, Villa d'Adige                                                          | Sacco         | 92,2680  | L     |
| Distretti di Massa ed Occhiobello, comuni di Bagnolo, Giacciano, Trecenta, Canaro, Villa Marchesana, Crespino | Sacco         | 124,3717 | L     |
| Distretti di Adria e Ariano                                                                                   | Sacco         | 93,9800  | L     |
| Loreo, Contarina, Donada, Rosolina, Taglio di Po, Porto Tolle                                                 | Sacco         | 83,3172  | L     |

Il sacco di Rovigo si divide in 3 staia, lo staio in 4 quarte, la quarta in 4 quarteroli, il quarterolo in 3 scodelle. Il ragguaglio sopra indicato del sacco di Rovigo è quello delle tavole ufficiali del 1809. La Camera provinciale di Commercio ed il prontuario del Prof. Sutto diedero al sacco il valore di ettolitri 0,9038145.
Il sacco di Lendinara si divide in 3 staia, lo staio in 4 quarte, la quarta in 4 quartaroli.
Il sacco di Badia si divide in 3 staia, lo staio in 4 quarte.
In Badia si usa pure il sacco di Legnago di ettolitri 1,1412.
Il sacco di Massa (quello di Ferrara) si divide in 4 staia, lo staio in 4 quarte. 20 Staia tanno un moggio.
Il sacco di Adria si divìde in 3 staia, lo staio in 4 quarte, la quarta in 4 quarteroli.
Il sacco di Loreo si divide in 3 staia, lo staio in 4 quarte.

## Misure di capacità per i liquidi
| Comuni | Denominazione      | Valore   | Unità |
| --- | ------------------ | -------- | ----- |
| Distretti di Rovigo, Lendinara, Polesella, comune di Fiesso | Mastello           | 104,7902 | L     |
| Comuni di Lendinara, Lusia, Ramodipalo | Mastello           | 93,1500  | L     |
| Comuni di Badia, Crocetta, Salvaterra, Villa d'Adige | Mastello           | 96,3000  | L     |
| Comune di Canda | Mastello           | 108,3374 | L     |
| Distretti di Massa, Occhiobello, Adria, Ariano (meno i Comuni di Porto Tolle e Taglio di Po), Comuni di Bagnolo, Giacciano, Trecenta, Crespino, Canaro, Gavello, Villa Marchesana | Mastello ferrarese | 56,7842  | L     |
| Villa d'Adige | Brento veronese    | 70,5111  | L     |
| Comune di Ariano | Mastello           | 63,7640  | L     |
| Comuni di Pontecchio, Gavello, Polesella, Bosaro, Guarda | Mastello           | 69,8600  | L     |
| Pettorazza Grimani, Loreo, Contarina, Donada e Rosolina | Mastello           | 71,2755  | L     |

Il mastello di Rovigo si divide in 6 secchi, il Secchio in 18 bozze, la bozza in 4 gotti. 4 Secchi o 72 bozze fanno un mastelletto.
Il mastello di Lendinara si divide in 96 bozze. La bozza è uguale a quella di Rovigo.
Il mastello di Badia si divide in 96 bozze.
Il mastello di Canda si divide in 108 bozze.
II mastello ferrarese si divide in 40 boccali.
Il brento veronese si divide in 72 inghistare.
Il mastello di Pontecchio si divide in 4 secchie, la secchia in 18 bozze.
Il mastello di Pettorazza si divide in 72 bozze.
Il mastello di Ariano si divide in boccali 33 1/3.

## Pesi
| Comuni | Denominazione    | Valore  | Unità |
| --- | ---------------- | ------- | ----- |
| Tutti i comuni | Libbra sottile   | 301,230 | g     |
| Tutti i comuni | Libbra grossa    | 476,999 | g     |
| Comuni di Rovigo, Ariano, Lendinara, Crespino, Occhiobello, Polesella, Massa, Papozze, Bagnolo, Giacciano, Trecenta | Libbra ferrarese | 345,137 | g     |
| Badia, Crocetta, Carda, Salvaterra, Villa d'Adige                                                                   | Libbra sottile   | 339,097 | g     |

La libbra grossa, come la libbra sottile, si divide in 12 once, l'oncia si divide in 4 quarti.
100 libbre fanno un centinaio.
Gli orefici usano il marco di grammi 238,499 diviso in 8 once, l'oncia in 144 carati, il carato in 4 grani.
I farmacisti usano la libbra medica viennese di grammi 420,008, e la libbra sottile veneta di grammi 301,230.

## Territorio
Nel 1874 nella provincia di Rovigo erano presenti 63 comuni divisi in 8 distretti.
- Adria • Adria, Bottrighe, Contarina, Donada, Fasana di Polesine, Loreo, Papozze, Pettorazza Grimani, Rosolina
- Ariano nel Polesine • Ariano nel Polesine, Corbola, Porto Tolle, Taglio di Po
- Badia Polesine • Badia Polesine, Bagnolo di Po, Canda, Crocetta, Giacciano con Baruchella, Salvaterra, Trecenta, Villa d'Adige
- Lendinara • Castelguglielmo, Fratta Polesine, Lendinara, Lusia, Ramodipalo, San Bellino, Villanova del Ghebbo
- Massa Superiore • Bergantino, Calto, Castelnovo Bariano, Ceneselli, Massa Superiore, Melara, Salara
- Occhiobello • Canaro, Ficarolo, Fiesso Umbertiano, Frassinelle Polesine, Gaiba, Occhiobello, Pincara, Stienta
- Polesella - Crespino • Bosaro, Crespino, Gavello, Guarda Veneta, Polesella, Pontecchio Polesine, Villanova Marchesana
- Rovigo • Arquà Polesine, Boara Polesine, Borsea, Buso Sarzano, Ceregnano, Concadirame, Costa di Rovigo, Grignano di Polesine, Rovigo, San Martino di Venezze, Sant'Apollinare con Selva, Villadose, Villamarzana